# Сюінсен

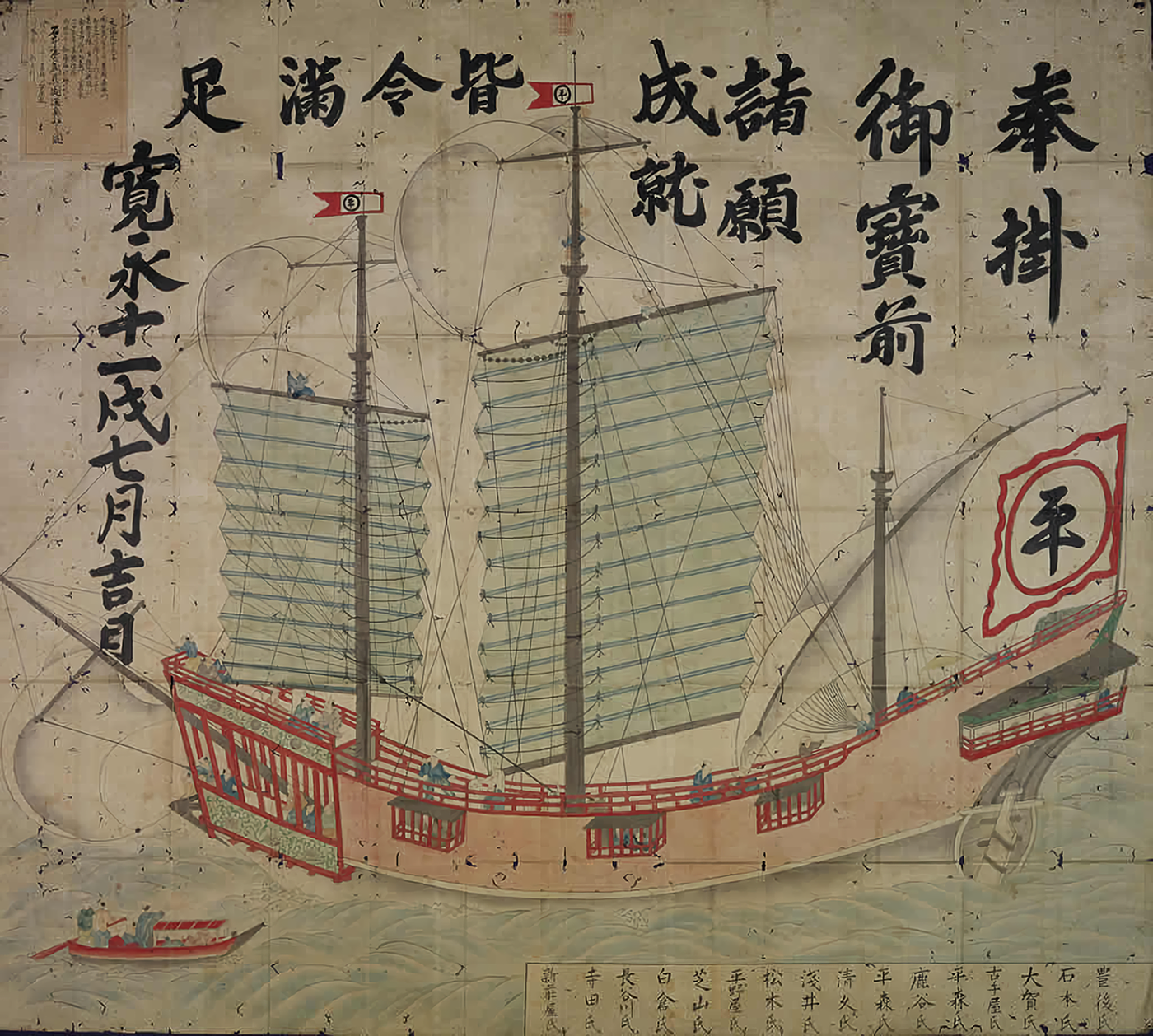
Сюінсен 1634 року. Мав на озброєнні 6-8 гармат, керувався за допомоги європейських вітрил і керма.

Сюінсен (яп. 朱印船, しゅいんせん, しゅいんぶね, «корабель червоної печатки») — різновид кораблів в Японії 1604—1635 років, що брали участь в міжнародній торгівлі в Південно-Східній Азії. Назва кораблів походить від урядових листів із червоною печаткою, які виконували роль внутрішньої і зовнішньої ліцензії на торгівлю. 
Як судна сюінсенів використовувалися великі китайські або європейські кораблі. Їхні капітани призначалися сьоґунатом Токуґава як з числа японських купців так і іноземців. Торговельними партнерами виступали іспанські Філіппіни, Королівство Рюкю, Сіам, В'єтнам, Камбоджа, португальське Макао, острови Індонезії, Індія. 
Система сюінсенів була ліквідована із встановленням режиму ізоляції Японії.